# 달납줄개
달납줄개(Rhodeus atremius)는 잉어과 납줄개속에 속하는 민물고기이다. 일본 혼슈 섬과 규슈 섬에 서식한다. 1988년의 연구에서는 이 종과 각시붕어, 떡납줄갱이가 아종 수준으로 유사하다고 판단하였으며, 대한민국의 학계에서는 이 종을 떡납줄갱이와 동종으로 보고 있으나, 일본에서는 다른 종으로 분류한다.